# Henry Craik (évangéliste)
Pour les articles homonymes, voir Henry Craik et Craik.
Henry Craik (8 août 1805 – 22 janvier 1866) est un hébraïste, théologien et prédicateur écossais.

## Biographie
Craik grandit à Kennoway, où son père est directeur d'une école gérée par l'église. Il a deux frères aînés connus : George Lillie Craik (en) et James Craik (qui est modérateur de l'Assemblée générale 1863/64). À partir de 1820, il rejoint ses frères à l'Université de St Andrews  et obtient de bons résultats en littérature, langue, philosophie et études religieuses. De son propre aveu, il est « un homme religieux sans Dieu »  mais il revient au christianisme en 1826, à l’âge de 21 ans.
En juillet 1826, il est invité à devenir le tuteur familial d'Anthony Norris Groves à Exeter où il passe les deux années suivantes. Il quitte de poste pour retourner à Édimbourg le 3 mai 1828 mais quelques semaines plus tard, il retourne à Exeter, pour devenir le tuteur des deux fils de John Synge, anciennement du château de Glanmore en Irlande mais vivant alors à Buckridge House, près de Teignmouth. Au cours de son passage de trois ans chez Synge, Craik procède à un examen détaillé des langues originales de la Bible, en publiant un livre « Introduction facile à la langue hébraïque » (Londres : Sealey et Burnside) en 1831, financé par Synge.
En 1829, il fait la connaissance de George Müller, un Prussien venu à Teignmouth pour se remettre d'une maladie et se lient d'amitié. Müller quitte Londres en janvier 1830 pour devenir pasteur de l'église baptiste de Teignmouth, tandis que Craik occupe un poste similaire à Shaldon en avril 1831.
Le 30 mars 1832, Craik accepte une invitation de M. A Chapman à prendre en charge le pastorat de la chapelle Gideon à Newfoundland Street, à Bristol. Peu de temps après, il écrit à George Müller pour lui demander de le rejoindre dans ce travail, et Müller s'installe à Bristol dans la seconde moitié d'avril 1832. En plus de la chapelle Gideon, ils dirigent également la chapelle Bethesda (aucun des deux bâtiments n'a été détruit pendant la Seconde Guerre mondiale).

## Famille
En 1831, Craik épouse Mary Anderson. Elle meurt le 1er février 1832 de tuberculose et il se remarie le 30 octobre 1832 avec Sarah Howland. Plusieurs enfants du couple meurent en bas âge. Tayler écrit que, alors qu'il mourait d'un cancer de l'estomac, Craik était pris en charge par sa femme et sa fille.

## Écrits
- Principia Hebraica; or, an Easy Introduction to the Hebrew Language (1831, ²1864)
- mproved Renderings of those Passages in the English Version of the New Testament which are capable of being more correctly translated (1835, ²1866)
- Pastoral Letters (1837, ²1848, ³1863)
- An Amended Translation of the Epistle to the Hebrews (1847)
- The Popery of Protestantism (1852)
- The Hebrew Language. Its History and Characteristics, including improved renderings of select passages in our Authorized translation of the Old Testament (1860)
- On the Revision of the English Bible (1860)
- The Distinguishing Characteristics and Essential Relationships of the leading Languages of Asia and Europe (1860)
- New Testament Church Order. Five Lectures (1863)
- The Authority of Scripture Considered in Relation to Christian Union. A Lecture (1863)
- Brief Reply to certain Misrepresentations contained in “Essays and Reviews” (nd)
- Biblical Expositions, Lectures, Sketches of Sermons, etc. (éd. par William Elfe Tayler, 1867)